# Cebuano
Cebuano (ausgesprochen: [sebuˈano]; Cebuano: Sinugboanon), auch bekannt als Visayan (Cebuano: Binisayà) oder Bisayan, ist eine dem malayo-polynesischen Zweig angehörende austronesische Sprache, die auf den Philippinen von etwa 18 Millionen Menschen gesprochen wird.
Der Name leitet sich von der philippinischen Insel Cebu ab, ergänzt um die spanische Adjektivendung -ano. Der Alternativname Bisayan wird häufig mit der entlang der Brunei Bay gesprochenen Sprache Bisaya (ISO-639-3-Code bsb und bsy) verwechselt.
Cebuano gehört zu den Visayassprachen. Es gibt eine cebuanosprachige Wikipedia mit über 6,1 Millionen Artikeln, die zu über 99 % vom Lsjbot erstellt worden sind.

## Sprachverbreitung
Cebuano ist die Muttersprache der Bewohner von Cebu, Bohol, Negros Oriental, der Menschen der westlichen Provinz Leyte, in Southern Leyte, und in Großteilen von Mindanao.
Sie ist nach Tagalog die am zweithäufigsten benutzte Sprache der Philippinen. Der in Bohol benutzte Dialekt heißt Boholano und wird manchmal als eigenständige Sprache angesehen, während die Sprache von ihren Benutzern in Leyte als Kana bezeichnet wird.
Cebuano wird zudem von vielen Angehörigen der Volksgruppe der Waray in Samar und Leyte, von den Porohanon in Poro, von den Ilonggos in Siquijor, von den Eskaya in Bohol und von der indigenen Bevölkerung wie den Atas, den Bagobos und den Butuanons verwendet.
Auch nichtphilippinische Volksgruppen, wie Chinesen, spanische Filipinos und Koreaner in Mindanao, nutzen Cebuano als Zweitsprache und Kommunikationsmöglichkeit im alltäglichen Leben.

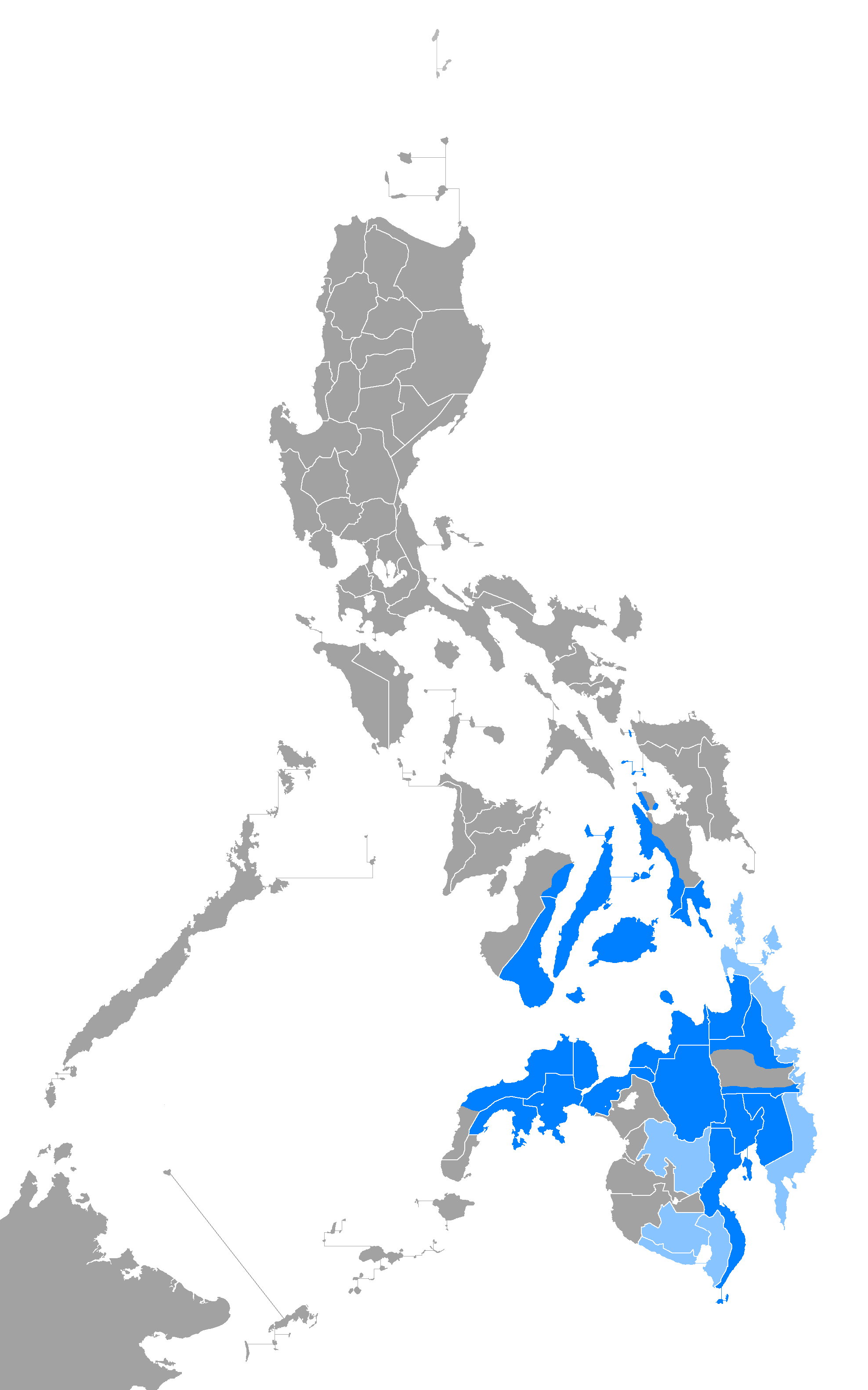
Philippinische Regionen mit überwiegend Cebuano-sprachiger Bevölkerung

## Phonetik
|                        |                        | Bilabial | Alveolar | Palatal | Velar | Glottal |
| ---------------------- | ---------------------- | -------- | -------- | ------- | ----- | ------- |
| Nasal                  | Nasal                  | m        | n        |         | ŋ     |         |
| Plosive                | Stimmlos               | p        | t        |         | k     | ʔ       |
| Plosive                | Stimmhaft              | b        | d        |         | ɡ     |         |
| Frikative              | Frikative              |          | s        |         |       | h       |
| Flaps                  | Flaps                  |          | ɾ        |         |       |         |
| Laterale Approximanten | Laterale Approximanten |          | l        |         |       |         |
| Approximanten          | Approximanten          | w        |          | j       |       |         |

Die stimmlosen Plosive p, t und k sind im Gegensatz zum Deutschen unbehaucht.
Cebuano hat 16 Konsonanten: p, t, k, ʔ (ein stimmloser glottaler Plosiv), b, d, g, m, n, ng, s, h, w, l, r und y. Hinzu kommen drei Vokale: i, a, und u/o.
Die Vokale u und o sind Allophone, wobei das u immer am Anfang und o am Ende einer Silbe verwendet wird. Dabei gibt es manche Ausnahmen, wie bei den Wörtern kamatuoran (Wahrheit) und hangtúd (bis). Mit der Ankunft der Spanier wurde der Sprache das e hinzugefügt, jedoch lediglich für die Verwendung in Fremdwörtern.
Eine weitere wichtige Kennzeichnung bei der Aussprache von Wörtern ist die Betonung. So bedeutet dápit, Betonung auf dem a, einladen, wobei dapít, Betonung auf i, nahe oder in der Nähe von meint.
Die Konsonanten [⁠d⁠] und [⁠ɾ⁠] sind einerseits Allophone, können jedoch untereinander nicht ausgetauscht werden. So ist kabunturan (Hochland) [von buntód, Berg] richtig, aber nicht kabuntudan, und es ist tagadihá (von dort) [abgeleitet von dihá, dort] richtig, aber tagarihá falsch.

## Grammatik

### Satzbau und Satzstellungen
Cebuano ist eine Sprache mit einem Satzbau aus Verb-Subjekt-Objekt. Es verwendet Präpositionen eher als Postpositionen. Substantive kommen nach Adjektiven, aber generell vor Genitiven oder relativen Phrasen.

### Pronomen
Die vier Fälle sind Absolutiv, vorangestellter und nachgestellter Ergativ sowie Obliquus.
|                           | Absolutiv | Ergativ₁ (nachgestellt) | Ergativ₂ (vorangestellt) | Obliquus       |
| ------------------------- | --------- | ----------------------- | ------------------------ | -------------- |
| 1. Person Singular        | ako, ko   | nako, ko                | akong                    | kanako, nako   |
| 2. Person Singular        | ikaw, ka  | nimo, mo                | imong                    | kanimo, nimo   |
| 3. Person Singular        | siya      | niya                    | iyang                    | kaniya, niya   |
| 1. Person Plural Inklusiv | kita, ta  | nato                    | atong                    | kanato, nato   |
| 1. Person Plural Exklusiv | kami, mi  | namo                    | among                    | kanamo, namo   |
| 2. Person Plural          | kamo, mo  | ninyo                   | inyong                   | kaninyo, ninyo |
| 3. Person Plural          | sila      | nila                    | ilang                    | kanila, nila   |

Cebuano, wie die meisten anderen austronesischen Sprachen, verwendet das inklusive und exklusive „Wir“, das in den europäischen Sprachen kaum zu finden ist. Es wird benutzt, um zu unterscheiden, ob der Adressat mit dem Pronomen „wir“ eingeschlossen ist oder nicht.
Beispiele:
Moadto kami sa sinehan.

„Wir (irgendjemand und ich, aber nicht Du) wollen ins Kino gehen“
Moadto kita sa sinehan.

„Wir (Du und ich und vielleicht noch andere) wollen ins Kino gehen.“

## Sprachschatz und Fremdwörter
Cebuano besitzt eine Reihe von Fremdwörtern aus der spanischen Sprache, wie krus [cruz] (Kreuz), kabayo [caballo] (Pferd), swerte [suerte] (Glück), espisyal [especial] (speziell) und brilyante [brillante] (Brillant).
Es gibt daneben einige hundert Wörter aus dem Englischen, die abgewandelt wurden, um dem limitierten phonetischen Inventar von Cebuano Rechnung zu tragen:
- brislit [bracelet] (Armband),
- hayskul [high school] (Oberschule),
- syapin [shopping] (Einkaufen),
- dikstrus [dextrose] (Traubenzucker),
- sipir [zipper] (Reißverschluss),
- bigsyat [big shot] (ein „großes Tier“),
- prayd tsikin [fried chicken] (frittiertes Hühnchen).

Additiv besitzt die Sprache verschiedene Wörter aus anderen Sprachen wie arabisch salamat (Danke) und religiöse Worte wie imam und Islam sowie aus dem Sanskrit mahárlika [mahardikka] (Adelsstand) und karma.
Die Verwendung von asa und hain
Asa und hain – beide bedeuten wo – werden in der formalen Schreibweise von Cebuano eigenständig verwendet.
Asa wird benutzt, wenn man nach einem Ort fragt.
Asa ka padulong? (Wohin gehst Du?)
Asa ka molarga? (Wohin reist Du?)
Hain wird benutzt, wenn man nach einer Person oder Sache fragt.
Hain ang gunting? (Wo ist die Schere?)
Hain si Sandy? (Wo ist Sandy?)
Im Sprachgebrauch von Cebuano wird asa immer öfter verwendet, um auch hain zu ersetzen. So wird das Wort hain immer seltener benutzt und wenn, dann zumeist von älteren einheimischen Cebuanos.

### Zahlen
|         | Grundzahlwörter                                                                                     | Ordnungszahlwörter                                           |
| ------- | --------------------------------------------------------------------------------------------------- | ------------------------------------------------------------ |
| 1       | usà                                                                                                 | úna                                                          |
| 2       | duhà                                                                                                | ika-duhà                                                     |
| 3       | tulò                                                                                                | ika-tulò                                                     |
| 4       | upàt                                                                                                | ika-upàt                                                     |
| 5       | limà                                                                                                | ika-limà                                                     |
| 6       | unòm                                                                                                | ika-unòm                                                     |
| 7       | pitò                                                                                                | ika-pitò                                                     |
| 8       | walò                                                                                                | ika-walò                                                     |
| 9       | siyàm                                                                                               | ika-siyàm                                                    |
| 10      | napú'ô/napulo                                                                                       | ika-napú'ô/ika-napulo                                        |
| 11      | napú'ô'g usá/napulo'g/napulo ug usá/onse (Bei Zahlen größer als 10 werden spanische Wörter genutzt) | ika-napú'ô'g usá/ika-napulo'g usá/ika-napulo ug usá/ika-onse |
| 20      | kawhaan/bente                                                                                       |                                                              |
| 30      | katlo-an/trenta                                                                                     |                                                              |
| 100     | usa ka gatos/syento                                                                                 |                                                              |
| 1000    | usa ka libo                                                                                         |                                                              |
| 100,000 | usa ka gatos ka libo                                                                                |                                                              |
| 500,000 | lima ka gatos ka libo/tunga sa milyon                                                               |                                                              |
| 1000000 | usa ka milyon                                                                                       |                                                              |

### Allgemeine Sätze
- Ich bin Miguel de Guia. Ako si Miguel de Guia.
- Ich hätte eine Frage. Naa koy pangutana.
- Darf ich fragen? / Darf ich eine Frage stellen? Mahimo bang mangutana? oder Puwede ko mangutana?
- Wie geht es dir / Ihnen? Kumusta ka
- Gut. (Mir geht es gut.) Maayo.
- Wie alt bist du / sind Sie? Pila'y imong idad? oder Pila ang idad mo (nimo)?
- Wie viel? Pila? oder Tag-pila?
- Wie viel denn? Pila ba?
- Wie viele? Pila?
- Ich weiß nicht. Wala ko kahibao. oder Ambut.
- Ein schöner Tag! Maayong adlaw!
- Guten Morgen! Maayong buntag!
- Guten Tag! Maayong udto!
- Guten Tag (Nachmittag)! Maayong hapon! oder Maayong Palis!
- Guten Abend! ! Maayong gabii!
- Wer bist du / sind Sie? Kinsa ka? (Informell)
- Wann ist … Kanus-ǎ ang
- Wo lebst du / leben Sie? Asa ka nagpuyô?
- Woher kommst du / kommen Sie? Taga-asa ka?
- Wohin gehst du / gehen Sie (Einzahl)? Asa ka padulong?
- Wohin gehst du / gehen Sie (Mehrzahl)? Asa sila padulong?
- Wo ist… Asa ang
- Wo ist das Bad? Asa man ang banyo?
- Wo ist die Toilette?  Asa man ang kasilyas? oder Asa man ang CR? (CR = Englisch „Comfort Room“)
- Wo ist der Marktplatz? Asa man ang merkado?
- Was… Unsa
- Was ist das hier? Unsa ni?
- Was ist das dort? Unsa nâ?
- Was sollen wir tun? Unsay among buhaton? oder  Unsay atong buhaton? oder Unsay angay namong buhaton? oder Unsay angay natong buhaton
- Wie ist dein / Ihr Name? Unsay ngalan nimo? Unsay imong ngalan? oder umgangssprachlich Kinsa'y ngalan nimo?
- Das wievielte Kind bist du / sind Sie? Ikapila ka nga anak? (Erstgeborener, Zweitgeborener etc.; in Cebuano ein gemeinsamer Ausdruck)
- Ich möchte dies kaufen. Gusto ko mopalit ani. oder Ganahan ko mopalit ani.
- Ich möchte zwei davon. Gusto ko ug duha anâ. oder Ganahan ko ug duha anâ.
- Hallo, mein Name ist Miko. Kumusta, Miko akong ngalan. oder umgangssprachlich, Ako si Miko.
- Mund halten ! Hilom! oder Saba!
- Es ist sehr laut hier. Saba kaayo dinhi.
- Hilf mir / helfen Sie mir! Tabangi ko! oder Tabangi ko bi
- Hilfe! Tabang!
- Bitte hilf mir / helfen Sie mir! Palihug tabangi ko! oder Palihug tabangi ako! oder Tabangi ko palihug
- Warte eine Minute. Kadiyot lang oder Huwat sâ
- Wie viel Uhr ist es? Unsa nang (namang) orasa?
- Es ist fünf Uhr Alas singko na
- Ich liebe dich. Gihigugma ko ikaw. oder Nahigugma ko nimo. oder Gihigugma tika. oder Gimahal ko ikaw
- Pass auf dich / Passen Sie auf sich auf. Pag-ayo-ayo! oder Pag-amping
- Frisst das! (umgangssprachlich) Usapa 'na! (förmlich)
- Es schmerzt / Es tut weh Sakit
- Paul ist krank. Na sakit si Paul
- Autsch! Agay!
- Nicht! Ayaw!
- Ja Oo
- Nein Dili

Nasudnong Awit (Cebuano-Version der philippinischen Nationalhymne, Lupang Hinirang)
Übersetzt in Cebuano durch Jess Vestil
Yutang tabunon
Mutya nga masilakon,
Putling bahandi,
Amo kang gimahal.

Mithing gisimba,
Yuta’s mga bayani,
Sa manlulupig,
Pagadapigan ka.

Ang mga buntod mo,
Ug lapyahan sa langit mong bughaw,
Nagahulad sa awit, lamdag sa
Kaliwat tang gawas.

Silaw sa adlaw ug bituon
Sa nasudnong bandila,
Nagatima-an nga buhion ta
Ang atong pagka-usa.

Yutang maanyag, duyan ka sa pagmahal,
Landong sa langit ang dughan mo;
Pakatam-ison namo nga maulipon ka
Ang kamatayon sa ngalan mo.

## Streben nach Anerkennung von Cebuano
Die Entscheidung für die Verwendung von Tagalog als Grundlage einer gemeinsamen philippinischen Sprache Filipino zog zwangsläufig die Kritik anderer philippinischer Sprachgruppen nach sich, die teilweise in aktiven Widerstand mündete.
So wird die Nationalhymne in der Provinz Cebu größtenteils nicht in Filipino, sondern in Cebuano gesungen. Dieser Widerstand droht zwar nicht die nationale Einheit des Landes anzugreifen, aber vor allem die Volksgruppe der Cebuano kämpft für eine stärkere Anerkennung ihrer Sprache. Ihr Bestreben basiert auf folgenden Argumenten:
1. Historisch ist Cebu City die erste und älteste Stadt der Philippinen. Lange bevor Manila im 16. Jahrhundert in die Hände der spanischen Eroberer fiel, war Cebu ein Militär- und Handelsposten der spanischen Kolonialmacht.
2. Linguistisch ist Cebuano die zweitverbreitetste Sprache auf den Philippinen. Seit der Unabhängigkeit sind die Cebuanos die größte Sprachgruppe des Inselstaates. Cebuano, ursprünglich nur auf der Insel Cebu gesprochen, wird nun in vielen Teilen Mindanaos, dem östlichen Teil von Negros Oriental und auf Bohol verwendet.
3. Cebuano ist die Muttersprache in mehr Regionen als Tagalog. Sie ist die Hauptsprache in den Bezirken VII Central Visayas, dem Bezirk IX Zamboanga Peninsula, Bezirk X Northern Mindanao, Bezirk XI Davao-Region, Caraga und dem Bezirk XII SOCCSKSARGEN.

Zudem ist sie die Lingua franca, eine gemeinsame Sprachbasis, in fünf weiteren Bezirken des Landes. In den Bezirken VI Western Visayas, hauptsächlich in San Carlos City und deren Nachbarregionen, und im Bezirk Eastern Visayas, hier mehrheitlich in Leyte und Southern Leyte.
Dagegen ist Tagalog im Vergleich die Sprache der mehrheitlichen Bevölkerung der Bezirke NCR, Bezirk IV-A, Bezirk IV-B und Bezirk III Central Luzon, wo jedoch die Dialekte Kapampangan und Ilokano ebenso in vielen Gegenden dominierend vorherrschen.
In gewisser Weise spiegelt sich dieses Streben nach Anerkennung auch auf Wikipedia wider. Die cebuanosprachige Wikipedia enthält (Stand 2020) weltweit gesehen die zweitmeisten Artikel, wobei diese bei einer kleinen Anzahl von Autoren hauptsächlich automatisch vom Programm Lsjbot generierten Inhalt haben. 2018 wurde bei einer Abstimmung die Schließung der cebuanosprachigen Wikipedia abgelehnt.